# M'enterro en els fonaments (pel·lícula)
M'enterro en els fonaments, anomenada també pel títol en castellà La respuesta, és una pel·lícula catalana del 1969 dirigida per Josep Maria Forn. Està basada en el llibre homònim de Manuel de Pedrolo, publicat el 1967. El film fou prohibit per la censura i no es pogué estrenar fins al cap de set anys. El 1985 fou doblat al català.

## Argument
A Barcelona, l'any 1969, la jove cambrera Renata manté relacions amoroses amb un estudiant, l'Aleix, però també té un afer esporàdic amb el senyor Molina Costa, "subjefe provincial del Movimiento". L'Aleix decideix aprofitar aquesta circumstància i assassinar-lo. El cadàver és descobert, però la policia no té cap pista. Uns fets casuals fan que el doctor Farràs, pare de l'Aleix, comenci a sospitar. Les relacions entre el pare, un prestigiós metge franquista, i el fill rebel, es fan encara més tenses.

## Repartiment
- Francesc Viader com a Aleix
- Marta May com a Renata
- Jordi Torras com a Dr. Farràs
- Carme Fortuny com a Clara
- Teresa Cunillé com a Bernardina
- Carmen Pradillo com a Emma
- Josep Castillo Escalona com a Sr. Molina Costa
- Víctor Petit com a Bagués
- Jaume Picas com a Sr. Morgadas
- Adrià Gual com a Sr. Mollfulleda

## Censura i estrena
La censura franquista va obligar a fer quaranta-quatre tallades en el guió i va obligar que se'n fessin tres versions fins a autoritzar-la. L'estrena es va endarrerir fins al 1976; abans només s'havia projectat en un únic passi en la Setmana de Cinema Espanyol de Molins de Rei del 1970, quan encara no tenia permís d'exhibició. La versió doblada al català es va estrenar a la Setmana de Cinema en Català de Mataró el 1985. Arran de l'estrena en català, Josep Maria Forn explicà que el film recuperava el títol original, M'enterro en els fonaments, com la novel·la de Pedrolo, i no pas La respuesta, i que s'estrenava en la llengua en què fou concebut. El director digué llavors: «Crec que en la meva pel·lícula hi ha alguns errors i jo sóc el primer de reconèixer-ho. De tota manera, també crec que el film conté encerts i que la crítica del moment no els va saber valorar prou».